# Bahnhof Herrnhut
Der Bahnhof Herrnhut ist eine ehemalige Betriebsstelle der Bahnstrecke Zittau–Löbau und der Schmalspurbahn Herrnhut–Bernstadt auf dem Gemeindegebiet der Stadt Herrnhut in Sachsen. Er entstand mit der Bahnstrecke Zittau–Löbau. Zu seiner größten Ausdehnung vor 1945 war der Bahnhof Spurwechselbahnhof und besaß acht normalspurige und vier schmalspurige Gleise. Der Streckenabschnitt Oberoderwitz–Herrnhut der Strecke Zittau–Löbau (Sachs) wurde 1999 stillgelegt. Am 2. Januar 2002 wurde der Zugverkehr vollständig eingestellt und zum 28. Februar 2003 auch der Abschnitt Herrnhut–Niedercunnersdorf stillgelegt.

## Geschichte

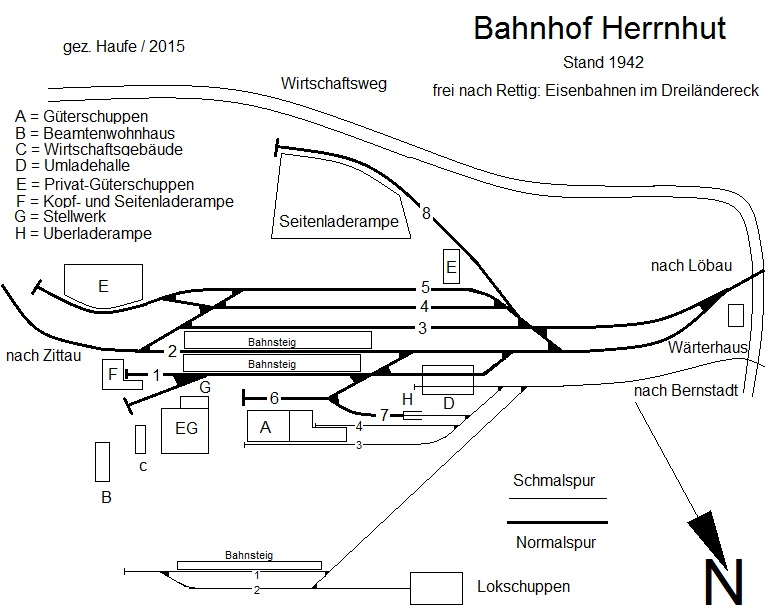
Gleisanlage des Bahnhofs Herrnhut aus dem Jahr 1942

Zur Eröffnung der Bahnstrecke Zittau–Löbau existierten im Bahnhof Herrnhut ein kleines Empfangsgebäude mit einer Bahnhofswirtschaft, eine Kopf- und Seitenladerampe sowie zwei Kreuzungsgleise. Das Empfangsgebäude konnte zu der Zeit noch nicht als repräsentativ bezeichnet werden. Erst 1866 erhielt der Bahnhof das zweieinhalbgeschossige Empfangsgebäude mit eineinhalbetagigen Anbau. Das bisherige Empfangsgebäude wurde von der Bahngesellschaft zu einem Beamtenwohnheim umfunktioniert. Zu einer großen Erweiterung kam es im Bahnhof 1893 mit der Eröffnung der Schmalspurbahn Herrnhut–Bernstadt. Zu der Zeit hatte der Bahnhof auf der Normalspurseite die sechs Normalspurgleise südlich des Empfangsgebäudes und die drei Schmalspurgleise nördlich des Empfangsgebäudes. Der Bahnhof erhielt anders als andere Schmalspurbahnen nie eine Spurwechseleinrichtung. Alle Güter mussten in der am Gleis 1 zur Löbauer Seite hin gelegenen Umladehalle umgeladen werden.
Zugänglich von den Gleisen 6 und 7 bestand lediglich eine Verladerampe von Schmalspurfahrzeugen auf Normalspurfahrzeuge. Die heutige Bauform erhielt das Empfangsgebäude vor 1914 in Form eines zusätzlichen Anbaues an der Seite nach Oberoderwitz. Vor diesem Anbau wurde an der Gleisseite eine hölzerne Stellbude für den Fahrdienstleiter und somit die heute noch vorhandene Form erstellt. Die Holzverkleidung in der oberen Etage wurde ebenfalls um die Zeit angebracht. Zusätzliche Hochbauten zu den genannten waren ein Güterschuppen an dem Normalspurgleis 6, ein Wirtschaftsgebäude neben dem Empfangsgebäude, ein Lokschuppen auf dem Schmalspurbereich, ein Stellwerk an der Löbauer Ausfahrt und einige Nebengebäude wie Wohnhäuser.
Eine letzte Erweiterung wurde 1928 durch die Anlage des Gleises 8 realisiert, mit dem gleichzeitig noch eine zusätzliche Seitenladerampe auf der südlichen Bahnhofsseite entstand. Auf dieser Bahnhofsseite lagen die meisten Anlagen des Güterumschlages. Der Bahnhof hatte nun acht normalspurige Gleise, die mit 20 Weichen verbunden waren. Drei Weichen wurden als Kreuzungsweiche ausgeführt. Die Schmalspurseite umfasste sechs Gleise mit sieben Weichen. Der Verschub zu der Umladehalle wurde von 1934 bis 1942 von einer Kleinlokomotive Kö vorgenommen.
Nach 1945 kam es zu dem Abbau der Schmalspurgleise in Folge der Reparationen an die UdSSR. Stattdessen siedelten sich staatliche Betriebe auf dem Schmalspurteil an. Der Lokschuppen, die Überladerampe und die Umladehalle wurden ebenso entfernt wie die Bahnsteige auf der Schmalspurseite. Anstelle der Überladerampe entstand eine Seitenladerampe für die Verladung von Langhölzern. Wann das kurze normalspurige Gleis neben dem Wirtschaftsgebäude entfernt wurde, ist aus der Literatur nicht zu entnehmen, auf dem Gleisplan ist es nicht mehr zu sehen. Der Bahnhof bestand so jahrzehntelang mit vier durchgehenden und sechs Stumpfgleisen. Die Gleisbezeichnung änderte sich. In den 1970er Jahren wurde die Stellwerkstechnik auf EZMG (Technik und Lichtsignale) umgestellt. Dadurch konnte die gesamte Weichen- und Fahrwegstellung vom Empfangsgebäude aus vorgenommen werden und das Stellwerk an der Löbauer Ausfahrt entfallen.
Mit der Einstellung des Güterverkehrs zum 2. Januar 2002 war der Bahnbetrieb im Bahnhof Herrnhut beendet. Nach 1998 wurden die Gütergleise des Bahnhofes entfernt. Zur Betriebseinstellung waren nur noch die Gleise 1, 2 und 3 vorhanden. Bis 2009 war im Empfangsgebäude der Löbauer Kunstverein ansässig, anschließend stand es leer. Ein Brand richtete 2012 großen Sachschaden an. 2016–2017 wurde das frühere Empfangsgebäude schließlich vom Eigentümer, der es 2011 ersteigert hatte, saniert und beherbergt nun Geschäfte.
Auf dem Bahnhofsvorplatz befindet sich eine Bushaltestelle, die von mehreren Buslinien der KVG Dreiländereck und von Regionalbus Oberlausitz bedient wird.

## Bahnsteige
Zur Zeit der größten Ausdehnung hatte der Bahnhof drei Bahnsteige, zwei für die Normalspurgleise auf der südlichen Seite des Empfangsgebäudes und einen für die Schmalspurbahn auf der nördlichen Seite des Empfangsgebäudes. Nach 1945 verblieben nur noch die zwei Bahnsteige auf der Normalspurseite.

## Verkehr

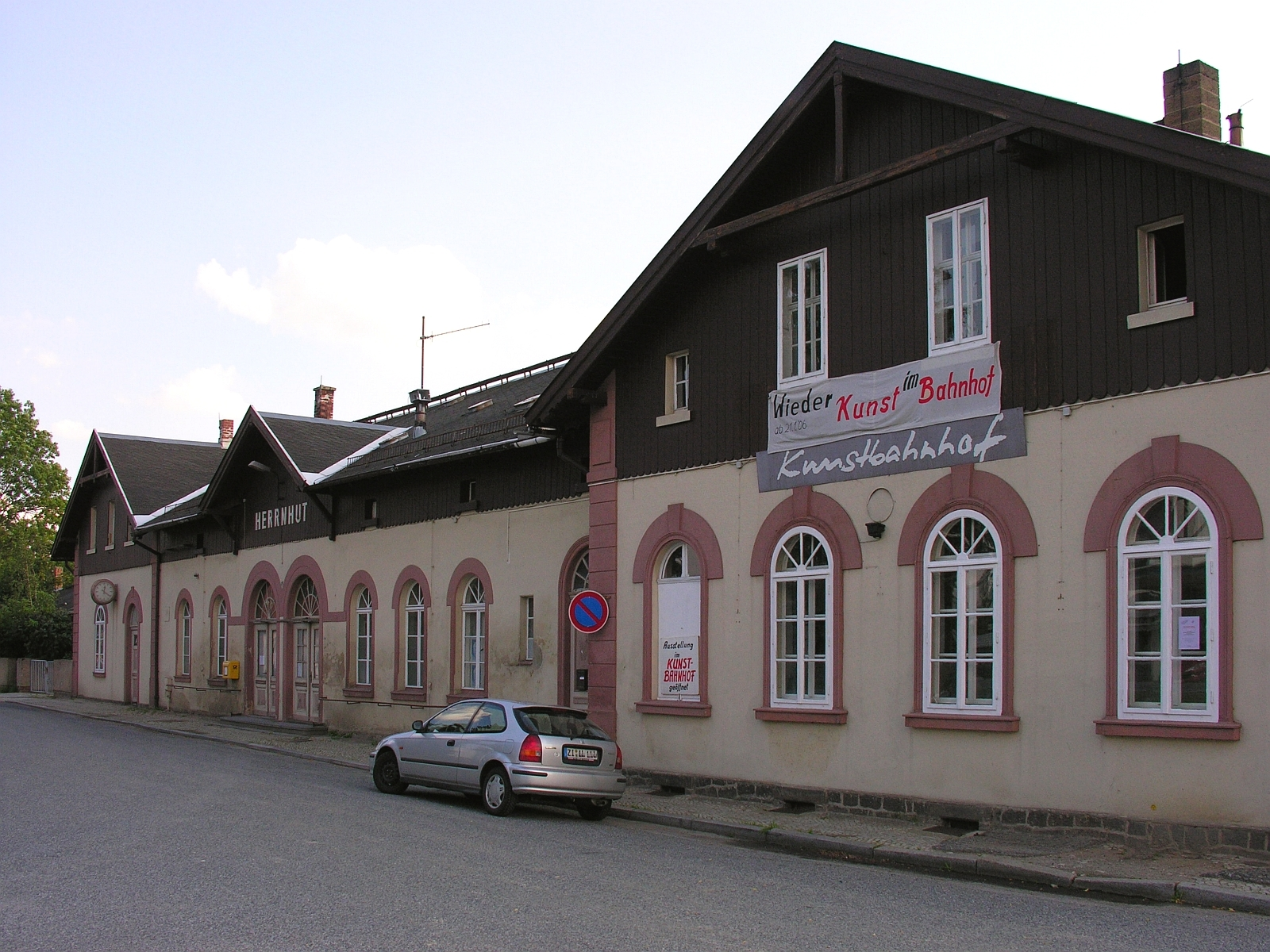
Straßenseite des ehemaligen Empfangsgebäudes, Zustand 2009

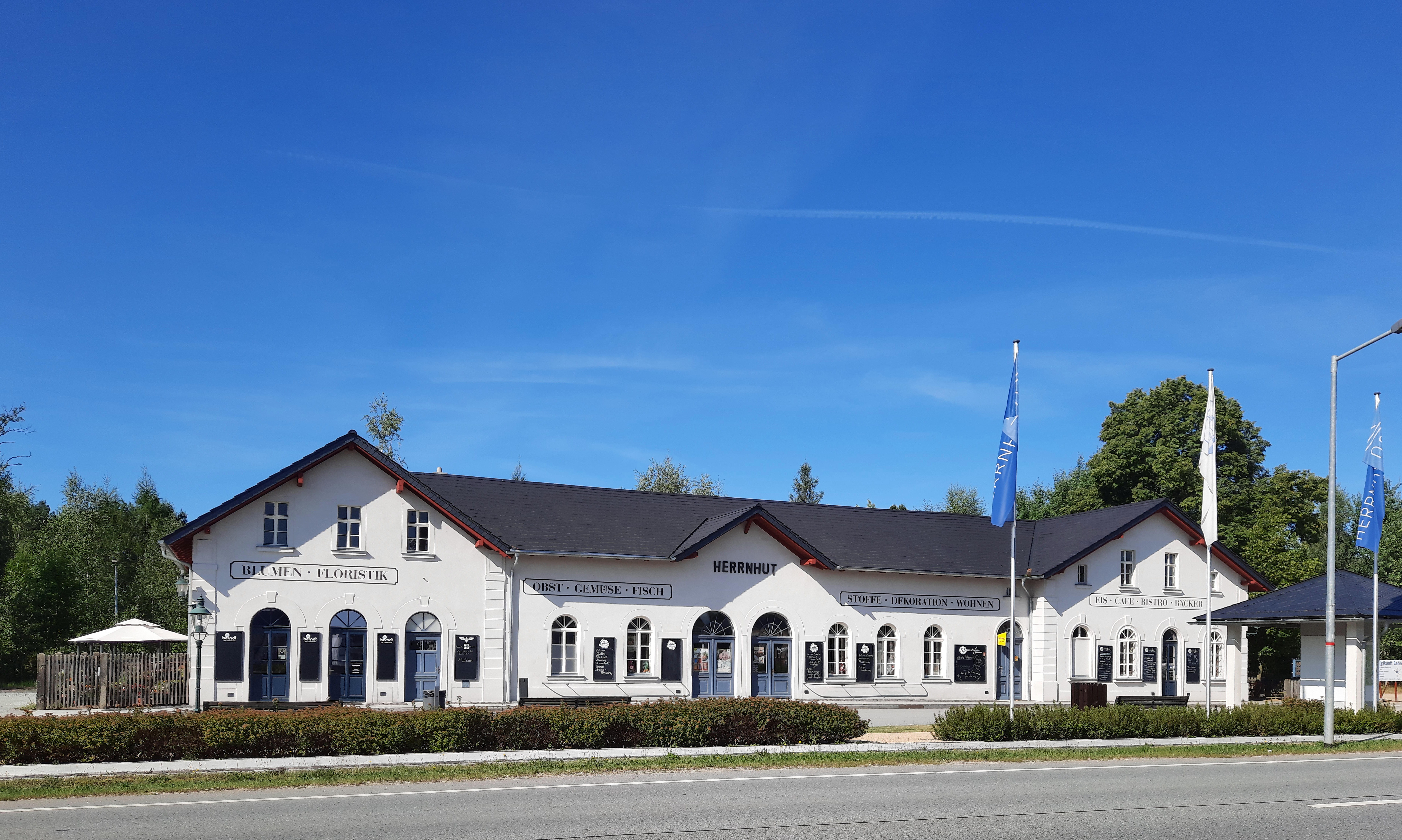
Empfangsgebäude, Zustand 2022

1880 verkehrten auf der Bahnstrecke Zittau–Löbau vier Personenzugpaare durch den Bahnhof. 1887 waren es bereits sechs Zugpaare auf der Strecke. Zum Ersten Weltkrieg und der Zeit bis 1919 verkehrten nur noch drei Zugpaare durch den Bahnhof. Danach verdichtete sich das Zugangebot wieder, 1927 wurden sieben Zugpaare auf der Bahnstrecke Zittau–Löbau erreicht.
1938 fuhren auf der Bahnstrecke Zittau–Löbau neun Personenzüge, darunter ein Eilzug. Während des Zweiten Weltkrieges waren es nur noch vier Züge auf der Bahnstrecke Zittau–Löbau. 1950 waren es auf der Bahnstrecke Zittau–Löbau drei Zugpaare.
1955 waren es auf der Bahnstrecke Zittau–Löbau vier Zugpaare. Außerdem verkehrten um die Zeit zwei Eilzüge über diese Relation. Die Auslastung war auf der Strecke über den Bahnhof Herrnhut recht hoch, da durch die Einsparung von Devisen die meisten Züge von Görlitz nach Zittau über die Bahnstrecke Zittau–Löbau geleitet wurden. Von 1960 fuhren nach Kursbuch auf der Bahnstrecke Zittau–Löbau sechs Personenzüge, außerdem verkehrten drei Eilzüge und der Schnellzug Erfurt–Zittau hier. 1968 betrug die Verkehrsauslastung des Bahnhofes neun Personenzüge und drei Eilzüge. Über zwei Jahrzehnte konnte dieser Verkehr als konstant bezeichnet werden.
Von 1992 bis 1998 verkehrten durch den Bahnhof noch zehn Regionalbahnen. Die Auslastung der Züge sank, da die Personenzüge von Görlitz nach Zittau wieder auf der direkten Strecke (über Hagenwerder) verkehren konnten. Durch die zu geringe Auslastung der Züge zwischen Löbau und Zittau kam es zur Abbestellung des Zugangebotes. Seit dem 24. Mai 1998 gibt es keinen Personenverkehr mehr auf der Bahnstrecke Zittau–Löbau, der Güterverkehr endete zum 2. Januar 2002 durch MORA C. Seit der Zeit wird der Bahnhof Herrnhut nicht mehr angefahren.